# Isfield
Isfield är en ort och civil parish i Storbritannien.   Den ligger i grevskapet East Sussex och riksdelen England, i den södra delen av landet, 70 km söder om huvudstaden London. Isfield ligger 13 meter över havet och antalet invånare är 564.
Terrängen runt Isfield är platt. Runt Isfield är det ganska tätbefolkat, med 172 invånare per kvadratkilometer. Närmaste större samhälle är Brighton, 18,6 km sydväst om Isfield. Trakten runt Isfield består till största delen av jordbruksmark.